# HD 79917
HD 79917 är en ensam stjärna belägen i den norra delen av stjärnbilden Seglet och som också har Bayer-beteckningen l Velorum. Den har en skenbar magnitud av ca 4,92 och är svagt synlig för blotta ögat där ljusföroreningar ej förekommer. Baserat på parallax enligt Gaia Data Release 2 på ca 14,3 mas, beräknas den befinna sig på ett avstånd på ca 228 ljusår (ca 70 parsek) från solen. Den rör sig bort från solen med en heliocentrisk radialhastighet på ca 1,6 km/s.

## Egenskaper
HD 79917 är en orange till röd jättestjärna av spektralklass K1 III, som har förbrukat förrådet av väte i dess kärna och utvecklats bort från huvudserien. Den har en radie som är ca 13 solradier och har ca 67 gånger solens utstrålning av energi från dess fotosfär vid en effektiv temperatur av ca 4 600 K.